# Coppa Italia Dilettanti (Fase Interregionale) 1989-1990
La fase Interregionale della Coppa Italia Dilettanti 1989-1990 è un trofeo di calcio cui partecipano le squadre militanti nel Campionato Interregionale 1989-1990. Questa è la 9ª edizione. Le due finaliste, invece di scontrarsi per la Coppa Italia Interregionale, si qualificano per la "final four" per l'assegnazione della Coppa Italia Dilettanti 1989-1990 contro le due finaliste della fase Promozione.

## Primo turno
```
GIRONE 11

24.08.1989 
Centro del Mobile
 - Bassano	    1-0
24.08.1989 Thiene - 
Montebelluna
	    2-0
27.08.1989 Bassano - 
Caerano
	            1-1
27.08.1989 Montebelluna - Centro del Mobile 3-1
31.08.1989 Bassano - Thiene                 ?
31.08.1989 Caerano - Centro del Mobile      ?
03.09.1989 Centro del Mobile - Thiene	    1-2
03.09.1989 Caerano - Montebelluna	    1-0
06.09.1989 Thiene - Caerano	 	    ?
06.09.1989 Montebelluna - Bassano           ?  (passano 
Thiene
 e 
Bassano
)

GIRONE 15

24.08.1989 Fontanafredda - 
Pordenone
        1-0
24.08.1989 Monfalcone - Pro Gorizia         1-0
27.08.1989 Pro Gorizia - 
Sacilese
           2-0
27.08.1989 Pordenone - Monfalcone           1-1
31.08.1989 Pro Gorizia - Fontanafredda      2-0
31.08.1989 Sacilese - Monfalcone            0-1
03.09.1989 Monfalcone - Fontanafredda       0-2
03.09.1989 Sacilese - Pordenone             1-1
06.09.1989 Fontanafredda - Sacilese         ?
06.09.1989 Pordenone - Pro Gorizia          ?  (passano 
Monfalcone
, 
Pro Gorizia
 e 
Fontanafredda
)

GIRONE ?

??.??.1989 Tuttocalzature - Pistoiese       0-1
??.??.1989 Pistoiese - Vinci                1-0
??.??.1989 Pistoiese - 
Sestese
           2-0
??.??.1989 Bozzano - Pistoiese              0-0

GIRONE ?

??.??.1989 
Savoia
 - 
Juventus Stabia
         1-1
??.??.1989 
Portici
 - 
Savoia
                 1-1
??.??.1989 
Savoia
 - 
Sorrento
                1-0
??.??.1989 
AC Stabia
 - 
Savoia
               2-0

GIRONE 32

24.08.1989 Praia - Pisticci 1-3
24.08.1989 Policoro - Ebolitana 0-0
27.08.1989 Pisticci - Valdiano	            non disputata per rinuncia del Valdiano
27.08.1989 Ebolitana - Praia 1-0
31.08.1989 Pisticci - Policoro 0-1
31.08.1989 Valdiano - Praia      non disputata per rinuncia del Valdiano
03.09.1989 Praia - Policoro 0-0
03.09.1989 Valdiano - Ebolitana  non disputata per rinuncia del Valdiano
06.09.1989 Ebolitana - Pisticci 2-0
06.09.1989 Policoro - Valdiano ?  non disputata per rinuncia del Valdiano

Ebolitana
        5 (qualificata)

Policoro
         4

Pisticci
         2

Praia
            1

Valdiano 85
       0 (esclusa)

GIRONE 33

24.08.1989 Bitonto - Molfetta 0-2
24.08.1989 Noicattaro - Manfredonia    5-0
27.08.1989 Molfetta - Corato            1-0
27.08.1989 Manfredonia - Bitonto 0-7
31.08.1989 Molfetta - Noicattaro ? (a Terlizzi)
31.08.1989 Corato - Bitonto      ?
03.09.1989 Bitonto - Noicattaro 1-2
03.09.1989 Corato - Manfredonia 1-0
06.09.1989 Thiene - Caerano	 	    ?
06.09.1989 Montebelluna - Bassano           ?  (passano 
Thiene
 e 
Bassano
)
Nuova Rosarnese        7 (qualificata)
Ravagnese              6 (qualificata)
Aci S.Antonio          4

Siderno
                3

Paternò
                0

GIRONE 34

24.08.1989 Tricase - Matino 0-0
24.08.1989 Toma Maglie - Nardò	    non disputata per rinuncia del Nardò
27.08.1989 Matino - Galatina            0-1
27.08.1989 Nardò - Tricase         non disputata per rinuncia del Nardò
31.08.1989 Toma Maglie - Galatina ?
31.08.1989 Nardò - Matino      non disputata per rinuncia del Nardò, che viene escluso dalla coppa per 3 rinunce
03.09.1989 Matino - Toma Maglie 
03.09.1989 Caerano - Montebelluna	    1-0
06.09.1989 Thiene - Caerano	 	    ?
06.09.1989 Montebelluna - Bassano           ?  (passano 
Thiene
 e 
Bassano
)
Nuova Rosarnese        7 (qualificata)
Ravagnese              6 (qualificata)
Aci S.Antonio          4

Siderno
                3

Paternò
                0

GIRONE 35

24.08.1989 Grottaglie - Matera 0-0
24.08.1989 
27.08.1989 Francavilla - Grottaglie 2-0
27.08.1989 Matera - Ostuni 3-0
31.08.1989 Matera - Noci 0-0	
31.08.1989 
03.09.1989 Grottaglie - Noci    
03.09.1989 Caerano - Montebelluna	    1-0
06.09.1989 Thiene - Caerano	 	    ?
06.09.1989 Montebelluna - Bassano           ?  (passano 
Thiene
 e 
Bassano
)

Francavilla
 7 (qualificata)

Noci
 6 (qualificata)

Matera
                3  

Grottaglie
                3

Ostuni
 0

GIRONE 38

Nuova Rosarnese        7 (qualificata)
Ravagnese              6 (qualificata)
Aci S.Antonio          4

Siderno
                3

Paternò
                0

GIRONE 39

Enna                   8 (qualificata)
Niscemi                4 (qualificata)
Termitana              4
Gangi                  3

Caltagirone
            1

GIRONE 40

Ragusa                 7 (qualificata)
Scicli                 4 (qualificata)

Juventina Gela
         4

Agrigento Hinterland
   3

Comiso
                 2

GIRONE 41

Mazara                 7 (qualificata)
Partinicaudace         6 (qualificata)

Marsala
                5

Folgore Castelvetrano
  1

Bagheria
               1
```

## Secondo turno
```
GIRONE 7

11.10.1989 
Thiene
 - 
Monfalcone
              2-1
01.11.1989 
Monfalcone
 - 
Sandonà 1922
            0-1
22.11.1989 
Sandonà 1922
 - 
Thiene
                0-0 (passa il 
Thiene
)

GIRONE 8

11.10.1989 
Schio
 - 
Fontanafredda
            3-1
01.11.1989 
Fontanafredda
 - 
Mira
             0-2
22.11.1989 
Mira
 - 
Schio
                     0-1 (passa lo 
Schio
)

GIRONE 10

01.11.1989 
Pro Gorizia
 - Ponte di Piave     0-0

GIRONE ?

??.??.1989 
Pistoiese
 - 
Vadese
               4-1
??.??.1989 Big Blu Castellina - 
Pistoiese
   1-1

GIRONE ?

??.??.1989 
Savoia
 - 
Corato
                  2-0
??.??.1989 
Pro Italia Galatina
 - 
Savoia
     0-0

GIRONE 30

Enna
                   4 (qualificata)

Partinicaudace
         2

Nuova Rosarnese
        0

GIRONE 31

Scicli
                 2 (qualificata)

Marsala
                2
Ravagnese              2

GIRONE 32

Mazara
                 2 (qualificata)

Ragusa
                 2
Niscemi                2
```

## Sedicesimi di finale
| Squadra 1       | Totale | Squadra 2                | Andata | Ritorno |
| --------------- | ------ | ------------------------ | ------ | ------- |
| (TOS) Pistoiese | 2 – 1  | Schio (VEN)              | 2 – 1  | 0 – 0   |
| (CAM) Savoia    | 1 – 3  | Cassino (LAZ)            | 1 – 1  | 0 – 2   |
| (SIC) Scicli    | 5 – 2  | Sangiuseppese (CAM)      | 3 – 1  | 2 – 1   |
| (CAM) Ebolitana | 1 – 2  | Enna (SIC)               | 1 – 1  | 0 – 1   |
| (SIC) Mazara    | 3 – 1  | Sportiva Cariatese (CAL) | 2 – 0  | 1 – 1   |

## Ottavi di finale
| Squadra 1         | Totale      | Squadra 2                 | Andata | Ritorno |
| ----------------- | ----------- | ------------------------- | ------ | ------- |
| (TOS) Pistoiese   | 2 – 2 (dtr) | Sporting Bellinzago (PIE) | 1 – 1  | 1 – 1   |
| (LOM) Pro Lissone | 2 – 2 (gfc) | Scicli (SIC)              | 2 – 2  | 0 – 0   |
| (SIC) Mazara      | 4 – 1       | Enna (SIC)                | 4 – 0  | 0 – 1   |

## Quarti di finale
| Squadra 1    | Totale | Squadra 2       | Andata | Ritorno |
| ------------ | ------ | --------------- | ------ | ------- |
| (SIC) Scicli | 0 – 5  | Leffe (LOM)     | 0 – 2  | 0 – 3   |
| (SIC) Mazara | 0 – 1  | Pistoiese (TOS) | 0 – 0  | 0 – 1   |

## Semifinali
| Squadra 1       | Totale | Squadra 2         | Andata | Ritorno |
| --------------- | ------ | ----------------- | ------ | ------- |
| (TOS) Pistoiese | 3 – 2  | Francavilla (PUG) | 2 – 0  | 1 – 2   |
| (LOM) Leffe     | ?      | ?                 | ?      | ?       |

## Verdetti
Leffe e Pistoiese accedono alle "final four" della Coppa Italia Dilettanti 1989-1990.